# Ludwig Ott (Politiker)
Ludwig Ott (* 16. Juli 1900 in Aufseß im Landkreis Bayreuth; † 22. Februar 1979 in Bamberg) war ein deutscher Förster und nationalsozialistischer Politiker.

## Leben
Ludwig Ott war als Förster in dem Gut Eilhausen beschäftigt und trat 1926 der NSDAP bei (Mitgliedsnummer 42.694). 1933 erhielt er ein Mandat für den letzten Kurhessischen Kommunallandtag des preußischen Regierungsbezirks Kassel bzw. für den Provinziallandtag der Provinz Hessen-Nassau. Beide Parlamente wurden noch im selben Jahr durch die Nationalsozialisten aufgelöst. Er saß für die Stadt Hanau in dem Parlament.